# Lode Poels
Lode Poels, né le 23 juillet 1920 à Merksplas et mort le 27 mai 2012 à Beerse, est un coureur cycliste belge. Il fut professionnel de 1943 à 1952. Vainqueur notamment d'une étape sur le Tour de Belgique et sur le Tour des Pays-Bas, sa plus grosse performance est sa victoire lors du Paris-Bruxelles 1948.

## Palmarès sur route
- 1942
  - 3e de la Coupe Sels
- 1944
  - Anvers-Gand-Anvers
  - 3e du Grand Prix de Wallonie
- 1945
  - 3e à Tielt-Anvers-Tielt
- 1946
  - 2e étape du Tour de Belgique
- 1947
  - 3e du Grand Prix du 1er mai - Prix d'honneur Vic De Bruyne
- 1948
  - Paris-Bruxelles
  - 6e étape (b) du Tour des Pays-Bas
- 1950
  - 2e du Grand Prix de l'Escaut

## Palmarès en cyclo-cross
- 1942
  - 2e du championnat de Belgique de cyclo-cross
- 1944
  - 2e du championnat de Belgique de cyclo-cross